# Litholestes altitudinis
Litholestes altitudinis är en kvalsterart som beskrevs av Grandjean 1951. Litholestes altitudinis ingår i släktet Litholestes och familjen Zetorchestidae. Inga underarter finns listade i Catalogue of Life.